# Руба
Ру́ба (бел. Ру́ба; до 2017 года — городской посёлок) — микрорайон города Витебска в Железнодорожном административном районе.
Бывший городской посёлок в Витебском районе Витебской области Беларуси, который подчинялся администрации Железнодорожного района Витебска. Расположен на реке Западная Двина, на магистрали М8E 95. Автомобильными дорогами соединён с Витебском (в том числе городскими маршрутами № 26 и № 26А), Городком, Суражем. Население — 7634 человек (2018). 25 июля 2017 года включён в черту города Витебска.

## Население
Национальный состав (2010):
| N | Национальность | Количество | Уд. вес (%) |
| - | -------------- | ---------- | ----------- |
| 1 | Белорусы       | 6022       | 78,8        |
| 2 | Русские        | 1359       | 17,8        |
| 3 | Украинцы       | 179        | 2,3         |
| 4 | Поляки         | 20         | 0,3         |
| 5 | Литовцы        | 10         | 0,1         |
| 6 | Евреи          | 9          | 0,1         |
| 7 | Армяне         | 7          | 0,1         |
|   | Другие         | 39         | 0,5         |
|   | Всего          | 7645       | 100,0       |

## История
Известна с начала XIX века как деревня Витебского уезда, центр фольварка, в который в 1834 году входили 4 деревни Верховской волости, поблизости от крупнейших на Западной Двине порогов, опасных для судов и плотов. Здесь вдоль реки на поверхность выходят древние пласты доломитов. В 1909 году деревня (31 житель) и фольварк в собственности Пискунова. С 1924 года деревня в составе Бабиничского сельсовета Витебского района. С 31 июля 1970 года — городской посёлок. 26 июля 2017 года включён в городскую черту Витебска.

## Экономика, культура, социальная сфера
- ОАО «Доломит» — крупнейший в Беларуси производитель доломита. В 1931 году около Рубы основан известковый завод, вокруг которого вырос заводской посёлок.
- Филиал «Автотранспортное предприятие АТП-2 г.п. Руба» ОАО «Витебскоблавтотранс».
- Горнолыжный центр «Руба» — крутые и протяженные склоны доломитовых отвалов идеально подходят для организации горнолыжного спорта. На некоторых склонах ещё с советских времен сохранились лыжные подъёмники. В настоящее время центр находится в запущенном состоянии
- Оздоровительный центр «Железняки» — находится недалеко от Рубы.
- Средняя школа, музыкальная школа, 2 детских сада, поликлиника, больница, пожарная часть, Дворец культуры и техники.
- Три аптеки (одна государственная).

## Достопримечательность
- Недалеко от Рубы в деревне Здравнёво находится музей-усадьба художника Ильи Репина.
- Памятник на могиле жертв нацизма.
- Памятник в честь 1-й Витебской имени ВЛКСМ партизанских бригад.
- Храм в честь целителя великомученика Пантелеимона.
- Мемориальная доска в честь М. Я. Чуманихиной на административном здании предприятия «Доломит».